# Balović
Balović (Ballo, Ballovich) je peraška patricijska obitelj Hrvata.
Podrijetlo nije izvjesno. Prema nekim autorima (Miloš Milošević) doselili su iz Albanije u 15. stoljeću, 1444. godine. Popisi peraškog patricijata spominju Baloviće u 17. stoljeću. Općenito se može reći da su Balovići jedna od peraških starosjedilačkih obitelji. U svezi s jednim od tamošnjih dvanaest bratstava (kazada), kako smatra Miloš Milošević, stekli su i naslijedili su prerogative. Balovići su pripadali bratstvu Dentalima (Zubacima). U obiteljskom su grbu imali ribu zubaca po kojem se zove to bratstvo.
Balovići su većinom bili profesionalni pomorci. Poznati su po sudjelovanju u ratnoj mornarici, za što su mnogi bili odlikovani i dobili naslove. Balovići su bili jedna od četiriju peraških obitelji koje su imale najvećeg udjela u pomorskoj trgovini. Pored pomorstva, Balovići su dali gradske dužnosnike (suce, kapetane), svećenike, diplomate, zanimali su se za kulturu i povijest, pa su dali kroničare i zavičajne povjesničare.

## Vanjske poveznice
- Hrvatska revija 3, 2015.  Arhivirana inačica izvorne stranice od 17. kolovoza 2016. (Wayback Machine) Željko Brguljan: Ex voto bokeljskih pomoraca u riznicama Kotorske biskupije